# Billy Morgan
Billy Morgan (Southampton, 2 april 1989) is een Brits snowboarder. Hij nam eenmaal deel aan de Olympische Winterspelen, maar behaalde geen medaille.

## Carrière
Morgan maakte zijn wereldbekerdebuut in november 2012 tijdens de big air in Antwerpen. Op de FIS wereldkampioenschappen snowboarden 2013 in Stoneham eindigde hij op de vierde plaats op de slopestyle. In 2014 nam Morgan een eerste keer deel aan de Olympische Spelen. Op de slopestyle eindigde hij tiende. In 2018 behaalde hij brons op de Big Air in Pyeongchang.

## Resultaten

### Olympische Winterspelen
| Jaar | Plaats | Resultaten     |
| ---- | ------ | -------------- |
| 2014 | Sotsji | 10e Slopestyle |

### Wereldkampioenschappen
| Jaar | Plaats   | Resultaten    |
| ---- | -------- | ------------- |
| 2013 | Stoneham | 4e Slopestyle |

### Wereldbeker
Eindklasseringen
| Seizoen   | Algm | PAR  | BA | SBS |
| --------- | ---- | ---- | -- | --- |
| 2012/2013 | 10e  | 145e | 7e | 6e  |